# Joseph Milz
Joseph Milz (* 22. März 1934 in Köln; † 25. Dezember 2013 ebenda) war ein deutscher Historiker, Archäologe und Archivar.

## Leben
Milz absolvierte zunächst eine Ausbildung im Konstruktionsbüro einer Elektrofirma. Danach studierte er Latein, Geschichte, Kunstgeschichte und Archäologie in Köln und promovierte nach dem Staatsexamen in Mittelalterlicher Geschichte. Nach der Ausbildung für den höheren Archivdienst trat er in den Dienst des Hauptstaatsarchiv Nordrhein-Westfalen. Von 1976 bis 1996 war er mit der Leitung des Stadtarchivs Duisburg betraut.
Joseph Milz hat zahlreiche Arbeiten zur Geschichte des Rheinlands veröffentlicht. Er widmete sich besonders der Geschichte der Stadt Duisburg und zeigte sich verantwortlich für zahlreiche archäologische Grabungen in der Stadt. Seine Neubewertung historischer Quellen ließ ein anderes Bild der frühen Duisburger Stadtgeschichte entstehen. Danach ist Duisburg rund 700 Jahre älter als bisher angenommen wurde und war bereits zu römischer Zeit besiedelt. Milz vertrat die Auffassung, dass es sich bei dem von Gregor von Tours genannten römischen Dispargum um Duisburg handelt.
Milz starb 2013 im Alter von 79 Jahren. Seine Grabstätte befindet sich auf dem Kölner Melaten-Friedhof.

## Schriften
- Studien zur mittelalterlichen Wirtschafts- und Verfassungsgeschichte der Abtei Deutz. Köln 1970.
- Geschichtliche Geschichten aus Duisburg. Duisburg 1980, ISBN 3-87463-079-1.
- Die Universität Duisburg 1655–1818. Duisburg 1980, DNB 861109228.
- Duisburg. Duisburg 1983, ISBN 3-87463-108-7.
- Duisburg im Mittelalter. Duisburg 1986, ISBN 3-87096-179-1.
- Reichszins und Stadtentstehung. Düsseldorf 1987, DNB 880313390.
- Duisburg im Jahre 1566. Duisburg 1993, ISBN 3-87096-051-5.
- Duisburger Topographie im 16. Jahrhundert. Duisburg 2005, ISBN 3-87463-384-5.
- Neue Erkenntnisse zur Geschichte Duisburgs. In: Duisburger Forschungen 55. Duisburg 2008, ISBN 978-3-87463-522-6 (Digitalisat)
- Geschichte der Stadt Duisburg. Duisburg 2013, ISBN 978-3-87463-522-6.